# 香川県道42号小蓑前田東線
香川県道42号小蓑前田東線（かがわけんどう42ごう こみのまえだひがしせん）は、香川県木田郡三木町から高松市に至る県道（主要地方道）である。

## 概要
起点から木田郡三木町朝倉（三木町コミュニティバス田中コースの折り返し地点である農村運動広場前バス停付近）までは幅員が1車線ほどしかなく離合不可能である上に急カーブが連続している。そのため、本路を北上する場合は起点に、逆に前田東方面から南下した場合この区間に入る手前となる東讃南部農道との交差点において「大型車は通行できません」と書かれた標識が設置されている。同時に、この区間は異常気象時（主に雨季の大雨・冬季の降雪および路面凍結時）の通行制限区間となっている。起点には大型車通行不能の警告標識と異常気象時通行制限告知標識が同時に設置されているが、朝倉地区においては、まず前述の交差点で大型車通行不能の警告標識が出て、そこから1 kmほど南下した地点に異常気象時通行制限告知標識が設置されている。

### 路線データ
- 起点：木田郡三木町大字小蓑 / 小蓑下所
- 終点：高松市前田西町

## 歴史
- 1993年（平成5年）5月11日 - 建設省から、県道小蓑前田東線が小蓑前田東線として主要地方道に指定される[1]。
- 1994年（平成6年）4月1日 - 県道番号が42となる。

## 重複区間
- 香川県道147号太田上町志度線（木田郡三木町池戸・香川大学医学部前交差点  - 高松市前田東町）

## 地理

### 通過する自治体
- 木田郡三木町
- 高松市
- 木田郡三木町
- 高松市

### 交差する道路
| 接続する道路 東・北← 〈県道42号小蓑前田東線〉 →西・南 | 接続する道路 東・北← 〈県道42号小蓑前田東線〉 →西・南 | 交差点               | 交差点 | 交差点   |
| ----------------------------------------------------- | ----------------------------------------------------- | -------------------- | ------ | -------- |
| 国道193号（国道377号・国道492号重複）                 | 国道193号（国道377号・国道492号重複）                 | （小蓑下所）         | 三木町 | 田中地区 |
| 香東川                                                | 香東川                                                | 虹の滝大橋           | 三木町 | 田中地区 |
| （本線）                                              | 虹の滝キャンプ場                                      | （虹の滝キャンプ場） | 三木町 | 田中地区 |
| 小蓑川                                                |                                                       |                      | 三木町 | 田中地区 |
| 折返峠                                                |                                                       |                      | 三木町 | 田中地区 |
| 吉田川支流                                            | 吉田川支流                                            | 落合橋               | 三木町 | 田中地区 |
| 吉田川                                                | 吉田川                                                | 古谷橋               | 三木町 | 田中地区 |
| 東讃南部農道 町道上宮尾朝倉線                         | 東讃南部農道 町道上宮尾朝倉線                         | （朝倉）             | 三木町 |          |
| （本線）                                              | 町道                                                  | （川原）             | 三木町 | 氷上地区 |
| 吉田川                                                | 吉田川                                                | 長楽寺橋             | 三木町 | 氷上地区 |
| 〈さぬき新道〉 県道13号三木綾川線                     | 〈さぬき新道〉 県道13号三木綾川線                     | 重元南               | 三木町 | 氷上地区 |
| 〈さぬき東街道〉 県道10号高松長尾大内線               | 〈さぬき東街道〉 県道10号高松長尾大内線               | 福万                 | 三木町 | 氷上地区 |
| 〈長尾街道〉 町道池戸井戸線                           | 〈長尾街道〉 (本線)                                   | 砂入東               | 三木町 | 平井地区 |
| 町道砂入荒木線（未開通）                              | 〈長尾街道〉 (本線)                                   | 砂入東               | 三木町 | 平井地区 |
| 〈長尾街道〉 (本線)                                   | 〈川島街道〉 (本線）                                  | 池戸                 | 三木町 | 平井地区 |
| 〈長尾街道〉 (本線)                                   | 〈長尾街道〉 町道池戸井戸線                           | 池戸                 | 三木町 | 平井地区 |
| 〈川島街道〉 （本線）                                 | 〈川島街道〉 県道12号三木国分寺線                     | （三木郵便局前）     | 三木町 | 平井地区 |
| 〈長尾街道〉 町道池戸井戸線                           | 〈長尾街道〉 町道池戸井戸線                           | 上池西               | 三木町 | 平井地区 |
| ことでん長尾線                                        | ことでん長尾線                                        | 踏切                 | 三木町 | 平井地区 |
| 新川                                                  | 新川                                                  | 大宮橋               | 三木町 | 平井地区 |
| 香川大学医学部附属病院                                | 県道147号太田上町志度線                               | 香川大学医学部前     |        | 平井地区 |
| 国道11号高松東バイパス                                | 〈さぬき夢街道〉 国道11号高松東バイパス               | 香川大学医学部北     |        | 平井地区 |
| 高松自動車道（高架区間）                              | 高松自動車道（高架区間）                              | 池戸高架橋           |        |          |
| 県道147号太田上町志度線                               | (本線)                                                | （五分一池北）       | 高松市 | 前田地区 |
| 〈新田街道〉 県道30号塩江屋島西線                     | 〈新田街道〉 県道30号塩江屋島西線                     | 穂村                 | 高松市 | 前田地区 |
| 市道（東山崎町方面）                                  |                                                       |                      |        |          |